# 코람 호미니부스
코람 호미니부스(coram hominibus, 인간들 앞에서)는 기독교에서 사용하는 신학적 용어이다. 이말은  코람 데오(라틴어: Coram Deo, 신전의식(神前意識, 하나님 앞에서)라는 말과 반대되는 말이다. 리차드 멀러는 이 두 용어는 서로 대조되는 것으로 본다. 하나님의 임재와 반대되게 인간 중심으로 인간의 관점에서 보는 것이다.

## 신학사상
코람호미니부스는 기독교 신앙에 유혹적이지만 궁극적으로는 신앙을 파괴한다고 본다. 텍사스의 번영신학의 주창자 조엘 오스틴과 로버트 슐러는 인간 중심의 메시지를 전하였다. 그것은 코람 데오와 반대적인 메세지이다. 인간중심적 메세지와 인간이 원하는 내용을 전하는 것은 전형적으로 인간 앞에서 효과를 추구하는 인본주의적 사상이다. 여호와의 눈을 약화시키는 신앙적 이탈로 인간의 이성과 자율성에 대한 주도적인 역할을 강조할 뿐이다.
종교 개혁가 장 칼뱅은 인간이 먼저 하나님의 얼굴(coram deo)을 먼저 보고 인간 자신을 면밀하게 검토하지 않는다면 자신에 대한 참된 지식에 도달하지 못한다고 한다.(존 칼빈, 기독교강요 1:1:2)

## 같이 보기
- 코람 데오
- 여호와의 눈
- 하나님
- 성육신
- 하나님의 아들
- 하나님의 주권
- 여호와를 경외하라
- 그리스도인의 삶
- 하나님의 임재